# Formamidaza kinureninowa
Formamidaza kinureninowa – enzym z grupy hydrolaz. Katalizuje reakcję hydrolizy wiązania amidowego N-formylokinureiny do kinureniny i mrówczanu. Przekształcenie to jest częścią katabolizmu tryptofanu.
Enzym występuje też pod nazwą formylaza kinureninowa.